# José de Amézola y Aspizúa
José de Amézola y Aspizúa (9. ledna 1874 Urcabustaiz – 1922 Bilbao) byl španělský hráč peloty, národností Bask. Pocházel ze zámožné rodiny, jeho otec byl prvním prezidentem uhelné společnosti Hullera Vasco-Leonesa. Spolu s Franciscem Villotou se zúčastnili amatérské soutěže v pelotě v rámci Letních olympijských her 1900 v Paříži: jejich jediní přihlášení soupeři, domácí dvojice Etchegaray a Durquetty, k rozhodujícímu zápasu nenastoupili a Španělé byli vyhlášeni vítězi. Bližší informace nejsou k dispozici a pelota dlouho nebyla ani uznávána jako součást olympijského programu, teprve v roce 2004 Mezinárodní olympijský výbor prohlásil soutěž za oficiální a Villota s Amézolou se tak stali historicky prvními španělskými olympijskými vítězi. V roce 2008 uveřejnil sportovní historik Fernando Arrechea článek obsahující životopisy obou olympijských vítězů. Podle něj byl Amézola zaměstnancem bankovního domu Banco Bilbao Vizcaya Argentaria, pořádal býčí zápasy a provozoval madridské Teatro Real. Angažoval se také v politice, za Liberálně-konzervativní stranu byl poslancem kongresu a král Alfons XIII. mu udělil titul Gentilhombres de cámara con ejercicio. Jeho vnučkou je novinářka Teresa Aranguren Amézola.